# Genthon István
Genthon István (Budapest, 1903. augusztus 18. – Eger, 1969. május 30.) művészettörténész, az MTA tagja, a művészettörténeti tudományok doktora (1965). Kivételes műveltségű tudós, főként a magyar művészet kutatója volt.

## Életpályája
1922-ben jelentek meg az első írásai. Miután leérettségizett, az Új Nemzedék szerkesztőségében dolgozott 1924-ig. A budapesti Pázmány Péter Tudományegyetemen Gerevich Tibor és Hekler Antal voltak a tanárai. 1940 és 1943 között a Római Magyar Akadémia igazgatója volt. A Szépművészeti Múzeum modern külföldi képtárát vezette. Évtizedeken keresztül végzett topográfiai adatgyűjtést és leírást, amelynek eredménye volt a három kötetes Magyarország művészeti emlékei című könyve, amely 1959 és 1961 között jelent meg. 20. századi magyar festőművészekről írott monográfiái is jelentősek. Az 1965-től 4 kötetben megjelent Művészeti lexikon egyik főszerkesztője volt (Zádor Anna mellett).

## Tudományos pályafutása
- 1945 és 1949 között az MTA levelező tagja
- a művészettörténeti tudományok kandidátusa, majd 1965-ben doktora.

## Főbb művei
- Magyar művészek Ausztriában a mohácsi vészig; Egyetemi Ny., Bp., 1927
- Budapest múltja és művészete; Magyar Szemle Társaság, Bp., 1932 (A Magyar Szemle kincsestára)
- Bernáth Aurél; Farkas, Bp., 1932 (Ars Hungarica)
- A régi magyar festőművészet; Pestvidéki Ny., Vác, 1932
- Budapesti képeskönyv; összeáll. Genthon István, Nyilas-Kolb Jenő, előszó Kovácsházy Vilmos; Somló Béla, Bp., 1934 (Magyar tájak, magyar városok) (angolul, franciául, németül is)
- Egy budai humanista aranycsészéje (Budapest, 1934)
- A magyar történelem képeskönyve; összeáll. Genthon István, bev. Gerevich Tibor; Egyetemi Ny., Bp., 1935
- Az új magyar festőművészet története 1800-tól napjainkig; Magyar Szemle Társaság, Bp., 1935 (A Magyar szemle könyvei)
- Erdély művészete; Hungária Ny., Bp., 1936 (A Jancsó Benedek Társaság kiadványai)
- Az esztergomi főszékesegyházi kincstár; bev. Leopold Antal; Officina Ny., Bp., 1938 (Officina képeskönyvek)
- Genthon István–Lux Géza–Szentiványi Gyula: Szabolcs megye művészeti emlékei; Merkantil Ny., Bp., 1939
- Bibliografia dell'arte ungherese; Accademia d'Ungheria, Roma, 1941
- Török műemlékek Budán; Egyetemi Ny., Bp., 1944
- Középkori magyar festészet; Officina, Bp., 1948 (Magyar művészet) (franciául is)
- Esztergom műemlékei. 1. r., Múzeumok, kincstár, könyvtár; összeáll. Genthon István; Műemlékek Országos Bizottsága, Bp., 1948 (Magyarország műemléki topográfiája)
- Egry József; Új Idők Irodalmi Intézet, Bp., 1948 (L'art hongrois)
- Genthon István–Zakariás G. Sándor: Budapest műemlékjellegű építményeinek jegyzéke; Múzeumok és Műemlékek Országos Központja, Bp., 1949
- A magyar művészettörténet bibliográfiája; összeáll. Genthon István; Egyetemi Ny., Bp., 1950 (Múzeumok és Műemlékek Országos Központjának bibliográfiai sorozata)
- Magyarország műemlékei; Akadémiai, Bp., 1951
- Kecskemét műemléki és városképi vizsgálata; összeáll. Genthon István; Városépítési Tervező Vállalat, Bp., 1952
- Ferenczy Károly; Művelt Nép, Bp., 1953 (Művészettörténeti kiskönyvtár)
- Nógrád megye műemlékei; többekkel; Akadémiai, Bp., 1954 (Magyarország műemléki topográfiája)
- Az egri líceum; Képzőművészeti Alap, Bp., 1955 (Műemlékeink)
- Cézanne; Képzőművészeti Alap, Bp., 1958 (A művészet kiskönyvtára)
- Rippl-Rónai József; Képzőművészeti Alap, Bp., 1958 (angolul, franciául, németül, oroszul is)
- Magyarország művészeti emlékei, 1-3.; Képzőművészeti Alap, Bp., 1959-1961 (németül is)
- A posztimpresszionizmus; Gondolat–Képzőművészeti Alap, Bp., 1960 (Művészettörténet)
- Czóbel Béla; Képzőművészeti Alap, Bp., 1961 (A művészet kiskönyvtára)
- Entz Géza–Genthon István–Szappanos Jenő: Kecskemét; Műszaki Kiadó, Bp., 1961 (Városképek – műemlékek)
- Magyar művészet a századforduló idején; Gondolat–Képzőművészeti Alap, Bp., 1962 (Művészettörténet)
- Ferenczy Károly; Képzőművészeti Alap, Bp., 1963 (Magyar mesterek)
- Bernáth Aurél; Képzőművészeti Alap, Bp., 1964 (A művészet kiskönyvtára)
- István Szőnyi; szerk. Genthon István, németre ford. Faragó István Ádám; Henschelverlag, Berlin, 1964 (Welt der Kunst)
- Művészeti lexikon, 1-4.; főszerk. Zádor Anna, Genthon István, fel. szerk. Lajta Edit; Akadémiai, Bp., 1965-1968
- Modern francia festmények a Szépművészeti Múzeumban; Képzőművészeti Alap, Bp., 1965
- Garas Klára–Genthon István–Haraszti Takács Marianna: Museo de Bellas Artes de Budapest; spanyolra ford. Maria Teresa de la Cruz; Aguilar, Madrid, 1966 (Librofilm)
- Római napló; Corvina, Bp., 1973
- Magyarország művészeti emlékei; átdolgozta Dercsényi Dezső; 2. átdolgozott kiadás; Corvina, Budapest, 1980